# Гослінув
Гослінув (пол. Goślinów) — село в Польщі, у гміні Мілковиці Легницького повіту Нижньосілезького воєводства.
Населення — 96 осіб (2011).
У 1975-1998 роках село належало до Легницького воєводства.

## Демографія
Демографічна структура станом на 31 березня 2011 року:
|          | Загалом | Допрацездатний вік | Працездатний вік | Постпрацездатний вік |
| -------- | ------- | ------------------ | ---------------- | -------------------- |
| Чоловіки | 51      | 8                  | 39               | 4                    |
| Жінки    | 45      | 7                  | 30               | 8                    |
| Разом    | 96      | 15                 | 69               | 12                   |